# Anisophyllea thouarsiana
Anisophyllea thouarsiana là một loài thực vật có hoa trong họ Anisophylleaceae. Loài này được Baill. mô tả khoa học đầu tiên năm 1895.